# Europees Ruimteagentschap

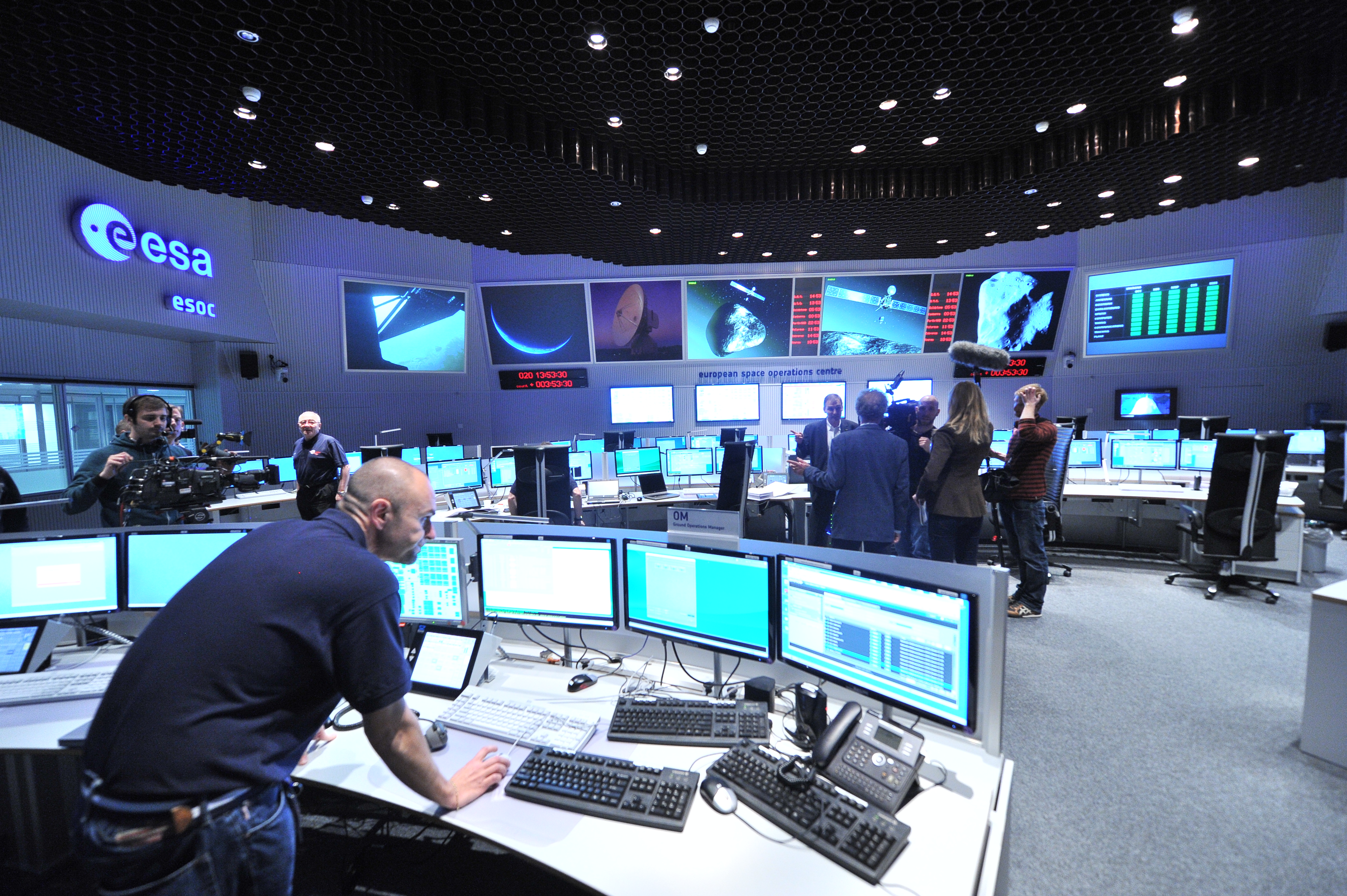
Het European Space Operations Centre (ESOC) in Darmstadt, Duitsland

Het Europees Ruimteagentschap (ESA) houdt zich in Europees verband bezig met projecten op het gebied van ruimtevaart, onderzoek van de Aarde, ruimteonderzoek, ontwikkeling van op satellietsystemen gebaseerde technologieën en de bevordering van de Europese economie. ESA werkt nauw samen met de Europese Unie maar maakt daar formeel geen deel van uit.

## Oprichting
ESA is in 1975 ontstaan uit de European Space Research Organisation (ESRO) en de European Launcher Development Organisation (ELDO). De ESRO leverde aanvankelijk raketten en satellieten voor deelnemende landen en had haar eerste lanceringen op 6 en 9 juli 1964.

## Lidstaten
ESA heeft nu tweeëntwintig lidstaten: België, Denemarken, Duitsland, Estland, Finland, Frankrijk, Griekenland, Hongarije, Ierland, Italië, Luxemburg, Nederland, Noorwegen, Oostenrijk, Polen, Portugal, Roemenië, Spanje, Tsjechië, het Verenigd Koninkrijk, Zweden en Zwitserland. Er zijn dus landen die lid zijn van ESA, maar niet van de Europese Unie, en omgekeerd. ESA kan daarom niet worden beschouwd als ruimtevaartorganisatie van de Europese Unie.
Buiten deze volwaardige leden heeft ESA ook een samenwerkingsovereenkomst met Slovenië, Slowakije, Letland, Litouwen en Bulgarije, deze landen krijgen daardoor de status van European Cooperating State (ECS). ESA heeft ook nog een andere soort samenwerkingsverband met Turkije, Oekraïne, Cyprus, Israël, en Malta, deze landen hebben een zogenaamd "Cooperation Agreement" getekend. Ook met andere (niet-Europese) landen werkt ESA samen, bijvoorbeeld met Canada voor bepaalde projecten.

## Organisatie
Het centrale bestuursorgaan van ESA is de Raad. De Raad bepaalt de algemene richtlijnen op basis waarvan ESA haar ruimtevaartpolitiek vorm geeft. Elke lidstaat is in de Raad vertegenwoordigd en heeft een stem, ongeacht zijn grootte of financiële bijdrage.
ESA ontwikkelt en bouwt niet zelf satellieten maar definieert een gedetailleerd eisenpakket en fungeert vervolgens als opdrachtgever aan de hand waarvan de industrieën van de landen die lid zijn van ESA de ontwikkeling en bouw ter hand nemen. Ook heeft ESA een technisch centrum in Noordwijk, het European Space Research and Technology Centre (ESTEC), waarin satellieten in hun bouw- en testfase getest kunnen worden om te verifiëren of aan de gestelde eisen voldaan wordt.
ESA houdt zich alleen bezig met burgerlijke projecten.

## Vestigingen
ESA's hoofdkwartier ligt in Parijs en hier worden ook de belangrijkste besluiten over toekomstige projecten getroffen. De overige ESA-vestigingen zijn over heel Europa verspreid en elke vestiging heeft haar eigen verantwoordelijkheden.
- ESTEC (European Space Research and Technology Centre) vormt de ontwerpafdeling voor de meeste ruimtevaartuigen van ESA en is gevestigd in Noordwijk, Nederland. Ook ESA educatie is daar gevestigd.
- ESOC (European Space Operations Centre) is het vluchtleidingscentrum voor ESA’s satellieten en is in Darmstadt, Duitsland gevestigd.
- EAC (Europees Astronautencentrum) verzorgt de training van astronauten voor toekomstige missies en is gevestigd in Keulen, Duitsland.
- ESRIN (European Space Research Institute) is gevestigd in Frascati, in de buurt van Rome in Italië. ESRIN verzamelt, beheert en verspreidt de gegevens van ESA’s satellieten aan ESA’s partners en fungeert als informatietechnologiecentrum.
- ESAC (European Space Astronomy Centre) is de basis van de operationele centra met betrekking tot astronomie en planetaire missies. Het is gevestigd in Villafranca del Castillo, Villanueva de la Cañada, dicht bij Madrid in Spanje.

ESA heeft verder nog kantoren in Brussel, Houston, Washington en Moskou en diverse grondstations elders in de wereld. ESA draagt twee derde van de kosten van het Centre Spatial Guyanais nabij Kourou (Frans-Guyana) bij.
ESA educatie, die ruimtevaarteducatie promoot op Europees niveau, heeft in verschillende landen een lokaal kantoor opgericht om deze missie te volbrengen op nationaal niveau, en aangepast aan het nationaal (en regionaal) onderwijs. Ze dragen de naam ESERO, een afkorting van European Space Education Resource Office. Voor elk van deze nationale diensten is er een lokale partner die hen huisvest en mee financiert. Volgende landen hebben al een ESERO:
| Land                                            | Opgericht | Locatie   | Lokale partner                 |
| ----------------------------------------------- | --------- | --------- | ------------------------------ |
| Nederland                                       | 2007      | Amsterdam | Nemo Science Centre            |
| België                                          | 2007      | Brussel   | KSB en Planetarium van Brussel |
| Verenigd Koninkrijk                             | -         | York      | National STEM centre York      |
| Ierland                                         | -         | Dublin    | Science Foundation Ireland     |
| Portugal                                        | 2014      | Lissabon  | Ciência Viva                   |
| Roemenië                                        | 2014      | Boekarest | ROSA                           |
| Scandinavië Noorwegen Zweden Denemarken Finland | 2009      | Andenes   | NAROM en andere                |
| Tsjechië                                        | 2014      | Praag     | -                              |
| Oostenrijk                                      | 2016      | Wenen     | -                              |
| Polen                                           | 2014      | Warschau  | Copernicus Science Centre      |

## Budget
In november 2022 werd tijdens de Ministeriële Conferentie (MC2022) van het Europese Ruimtevaartagentschap (ESA) een nieuwe begroting opgesteld voor de periode van 2023 tot en met 2025.

ESA-lidstaten
ECS-staten
Samenwerkingsovereenkomst

| Land                        | Ratificering | Miljoen euro 2019 | Procentueel aandeel 2019 | Miljoen euro 2022 | Procentueel aandeel 2022 |
| --------------------------- | ------------ | ----------------- | ------------------------ | ----------------- | ------------------------ |
| Oostenrijk                  | 30-12-1986   | 190               | 1,3                      | 229               | 1,4                      |
| België                      | 03-10-1978   | 816               | 5,6                      | 946               | 5,6                      |
| Tsjechië                    | 12-11-2008   | 150               | 1,0                      | 146               | 0,9                      |
| Denemarken                  | 15-09-1977   | 128               | 0,9                      | 136               | 0,8                      |
| Estland                     | 04-02-2015   | 9                 | 0,1                      | 26                | 0,2                      |
| Finland                     | 01-01-1995   | 110               | 0,8                      | 148               | 0,9                      |
| Frankrijk                   | 30-10-1980   | 2664              | 18.4                     | 3202              | 18,9                     |
| Duitsland                   | 26-07-1977   | 3294              | 22,7                     | 3512              | 20,8                     |
| Griekenland                 | 09-03-2005   | 84                | 0,6                      | 87                | 0,5                      |
| Hongarije                   | 24-02-2015   | 97                | 0,7                      | 87                | 0,5                      |
| Ierland                     | 10-12-1980   | 81                | 0,6                      | 96                | 0,6                      |
| Italië                      | 20-02-1978   | 2282              | 15,7                     | 3083              | 18.2                     |
| Luxemburg                   | 30-06-2005   | 129               | 0,9                      | 131               | 0,8                      |
| Nederland                   | 06-02-1979   | 345               | 2,4                      | 465               | 2,8                      |
| Noorwegen                   | 30-10-1986   | 284               | 2,0                      | 281               | 1,7                      |
| Polen                       | 19-11-2012   | 166               | 1,1                      | 197               | 1,2                      |
| Portugal                    | 14-11-2000   | 102               | 0,7                      | 114               | 0,7                      |
| Roemenië                    | 22-12-2011   | 168               | 1,2                      | 122               | 0,7                      |
| Spanje                      | 07-02-1979   | 852               | 5,9                      | 932               | 5,5                      |
| Zweden                      | 06-04-1976   | 244               | 1,7                      | 317               | 1,9                      |
| Zwitserland                 | 19-11-1976   | 542               | 3,7                      | 634               | 3,7                      |
| Verenigd Koninkrijk         | 28-03-1978   | 1655              | 11,4                     | 1892              | 11,2                     |
| Geassocieerde leden         |              |                   |                          |                   |                          |
| Letland                     | 30-06-2020   |                   |                          | 3                 | 0,0                      |
| Litouwen                    | 28-04-2021   |                   |                          | 5                 | 0,0                      |
| Slowakije                   | 14-06-2022   |                   |                          | 12                | 0,1                      |
| Slovenië                    | 05-07-2016   |                   |                          | 20                | 0,1                      |
| Samenwerkingsverband        |              |                   |                          |                   |                          |
| Canada                      | 01-01-1979   | 114               | 0,8                      | 98                | 0,6                      |
| Bulgarije                   |              |                   |                          |                   |                          |
| Kroatië                     |              |                   |                          |                   |                          |
| Cyprus                      |              |                   |                          |                   |                          |
| Malta                       |              |                   |                          |                   |                          |
| Internationale organisaties |              |                   |                          |                   |                          |
| Europese Unie               | 28-05-2004   |                   |                          |                   |                          |
| Totaal                      | Totaal       | 14511             | 100                      | 16923             | 100                      |

## Missies en projecten
Door bundeling van financiële en intellectuele bronnen is de ESA in staat projecten te realiseren die voor afzonderlijke lidstaten onbereikbaar zijn. ESA werkt ook nauw samen met Europese (DLR, NLR, CNES etc.) en internationale ruimtevaartorganisaties (waaronder de NASA, Japan Aerospace Exploration Agency (JAXA) en de Indian Space Research Organisation (ISRO)). ESA is onder andere verantwoordelijk voor de ontwikkeling van de Arianeraketten waarmee kunstmatige satellieten in de ruimte worden gebracht.
.

## Astronauten
De groep astronauten van ESA staat bekend als het Europees astronautenkorps. Het korps is gevestigd in het Europees Astronautencentrum in de Duitse stad Keulen.

## Draagraketten
Voor lanceringen beschikt ESA over twee soorten draagraketten, namelijk de:
- Ariane 5 en 6, Deze raketten worden gelanceerd vanaf het Centre Spatial Guyanais in Frans-Guyana, lengte tot 52 meter, diameter tot 5,4 meter. Ariane-5 kan tot 10 ton lanceren in een geostationaire baan.
- Vega en Vega C: De eerste lancering van Vega vond plaats op 13 februari 2012. De raket heeft een hoogte van 30 meter en een diameter van 3 meter en kan satellieten van 300 tot 2000 kg in een baan om de aarde brengen. Vega C is de tweede variant van de Vega-raketfamilie en is sinds 2022 operationeel. De raket is in staat om vrachten tot 2200 kilogram in een polaire baan op een hoogte van 700 kilometer te kunnen afzetten

ESA gebruikte eerder ook voor ESA aangepaste Sojoezraketten.
- Sojoez: voortzetting van het Sojoezproject van de voormalige Sovjet-Unie, het enige Europese ruimteschip dat mensen kan transporteren. Sinds 2011 kan de Sojoez ook vanaf Kourou gelanceerd worden, naast de bases Kosmodroom Bajkonoer in Kazachstan en Kosmodroom Plesetsk en Kosmodroom Vostotsjny in Rusland. Sojoez kan tot 3.000 kg lanceren in een geostationaire baan. Na de Russische invasie van Oekraïne in 2022 werden de banden met Roskosmos verbroken.[8] Rusland trok zijn personeel terug van de Europese lanceerbasis in Kourou waardoor een (voorlopig) einde aan de Europese Sojoez-lanceringen kwam. De vijf Sojoez-raketten die reeds op de lanceerbasis waren opgeslagen zijn zonder de technische teams van de Russen niet te lanceren.

Deze raketten worden door Arianespace uitgebaat. In de komende jaren worden de Ariane 5 en de Vega vervangen door de Ariane 6, de Vega C en later wordt de Vega E aan de lanceermogelijkheden toegevoegd. Ook steunt ESA de ontwikkeling van verschillende commerciële Europese draagraketten middels het Boost!-programma. Ook worden bij samenwerkingsprojecten met NASA en Roskosmos Russische en Amerikaanse lanceerservices ingehuurd voor het lanceren van ESA-Satellieten. Samenwerkingen met Roskosmos zijn sinds 2022 opgeschort.